# Émile Littré
Émile Maximilien Paul Littré, född 1 februari 1801, död 1 juni 1881, var en fransk språkforskare och filosof.
Littré ägnade sig först åt medicinska studier men ansågs med sitt blyga inåtvända sinne mindre lämpad som läkare och bättre lämpad som forskare. 1839-61 utgav han en berömd utgåva av Corpus Hippocraticum i 10 band. Sedan han 1839 invalts i Institut de France, fick han anledning att syssla med äldre fransk litteratur, och därmed kom han in på sitt främsta verksamhetsfält. Han publicerade i Histoire littéraire de la France artiklar om fornfransk litteratur, och han behandlade, med tillgodogörande av Friedrich Christian Diez arbeten, i Journal des savants det fornfranska språket, ett nästan okänt område i dåtida fransk vetenskap. Hans främsta verk är Dictionnaire de la langue française (4 band, 1863-72, supplement 1875), ett jättearbete, som Littré utförde. Littré omfattade med värme den comteska positivismen, som han behandlade i flera skrifter och vars överdrifter han försökte mildra. I politiken drogs Littré in genom val till deputeradekammaren 1871 och till senator 1875, men hans blyghet hindrade honom att debattera politik annat än med pennan i hand. I Franska akademien invaldes Littré 1871, ett inval som förmådde biskopen av Orléans att 1875 utträda ur akademien, då han inte såg revolutionären och fritänkaren Littré som värdig akademiledamot.